# Beechcraft 1900
Il Beechcraft 1900 Airliner è un aereo a 19 posti per passeggeri, pressurizzato, turboelica ad ala fissa costruito dalla Beechcraft Division della Raytheon Company (ora Hawker Beechcraft). Fu progettato come scopo primario per essere usato come aereo di linea regionale.
Viene anche utilizzato commercialmente come aereo cargo, trasporto business, dall'esercito degli Stati Uniti e altri governi.
L'Airliner è progettato per portare passeggeri in tutte le condizioni meteorologiche da aeroporti dotati di piste relativamente brevi per distanze di oltre 600 miglia. In termini di numero di esemplari costruiti e il suo uso continuo da molte compagnie aeree per il trasporto passeggeri e non, è l'aereo a 19 posti di maggior successo della storia.

## Sviluppo
Il 1900 è il terzo aereo per aerolinee regionali della Beechcraft. Il Beechcraft Model 18 era un aereo utilitario dai 6 a 11 passeggeri prodotto dal 1937 al 1970 usato dai militari, aerolinee, voli charter, trasporti business per multinazionali e operazioni di trasporto. Il Beech 18, o "Twin Beech" così come veniva spesso chiamato, ebbe un enorme successo, prodotto per oltre trent'anni, in più di 9 000 esemplari e più modifiche approvate di qualsiasi altro aeromobile nella storia. Rimane in uso per numerosi ruoli tra cui aereo trasporto e per il lancio di paracadutisti. Lo Beechcraft Model 99 Airliner a 15 posti fu progettato per sostituire il Beech 18 e fu prodotto dal 1966 al 1986. Fu anche un successo commerciale e rimase di uso comune per aerolinee di trasporto cargo come la Ameriflight.
Il Beechcraft 1900 fu sviluppato direttamente dal Beechcraft Super King Air 200. Il 1900 volò per la prima volta il 3 settembre 1982 con la certificazione Federal Aviation Administration (FAA) ottenuta nel novembre del 1983 sotto la Special Federal Aviation Regulation (SFAR) 41C per gli standard di volo. Come il 1900, il 1900C fu certificato sotto la SFAR 41C, ma la successiva versione 1900D fu certificata con gli standard FAR Part 23 "Commuter Category"
Il 1900 entrò in servizio nel febbraio del 1984, con la prima versione 'ExecLiner corporate' consegnata nel 1985. Un totale di 695 esemplari di Beechcraft 1900 fu costruito, facendo dell'Airliner il più venduto degli aerei a 19 passeggeri della storia.. Con i trend di mercato che favorivano i jet regionali più larghi dai 50 ai 90 posti, la Raytheon terminò la produzione del Beechcraft 1900 nell'ottobre del 2002. Molte aerolinee continuano a utilizzare il 1900.

## Design

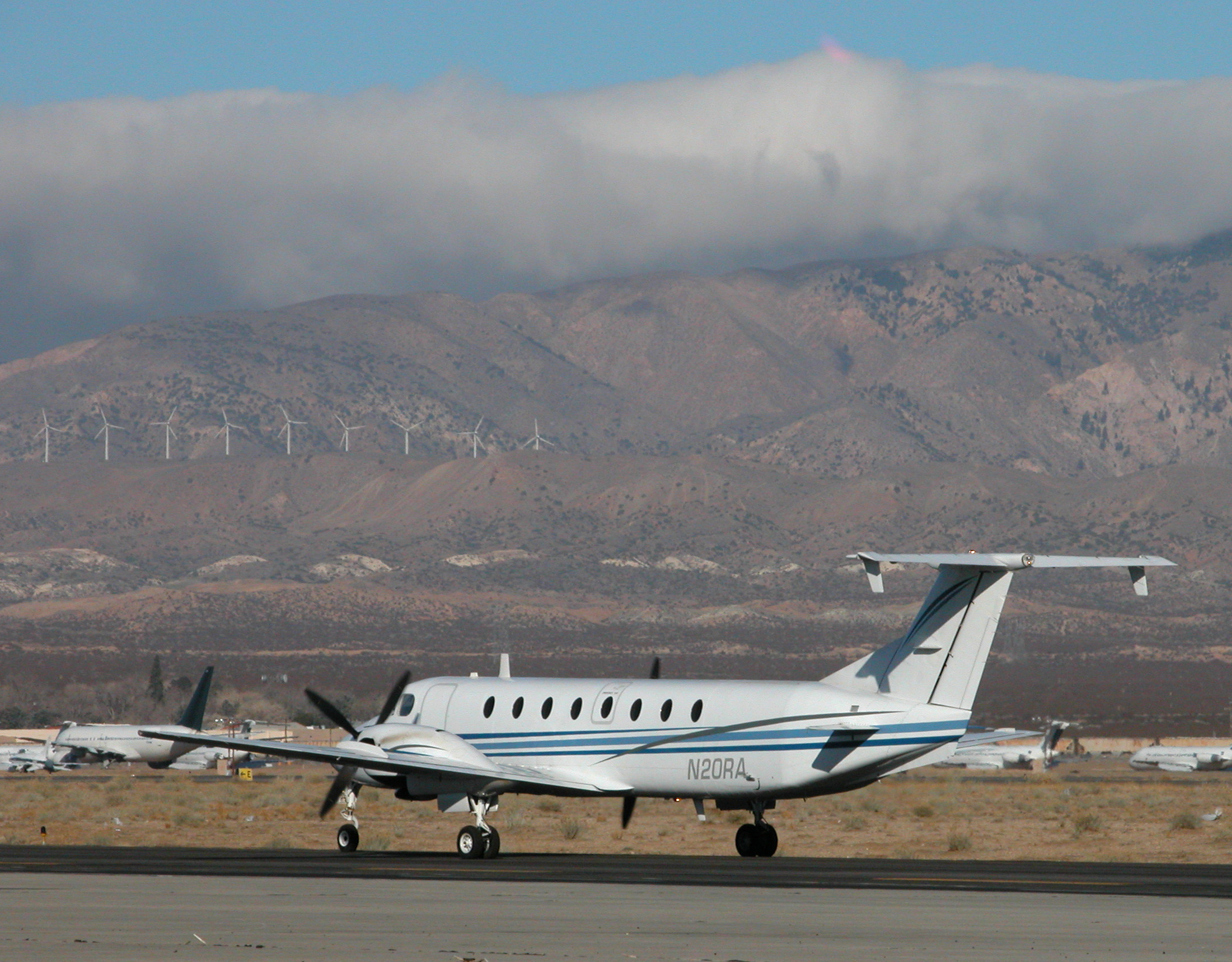
Un Beechcraft 199C della USAF (UB-42) al Mojave Spaceport nel 2007.

Siccome il 1900 è derivato dal King Air, tutti i 1900 condividono certe caratteristiche con l'aereo. I controlli della cabina e le operazioni sono simili a quelli del King Air. Mentre le regole della Federal Aviation richiedono due piloti per le operazioni di aerolinee, il 1900 è progettato e certificato per operazioni a singolo pilota per impostazioni cargo o corporate, così come lo è il King Air.

### Propulsione
Il 1900 viene spinto da due motori turbo-elica Pratt & Whitney Canada PT6A. Il 1900 e il 1900C usano due motori turbo-elica PT6A-65B, ognuno da 1.179 cavalli di potenza. Il 1900D usa due motori turbo-elica PT6A-67D, ciascuno da 1.279 cavalli.
Le eliche sono costruite da Hartzell, con quattro pale ciascuna. Le eliche del 1900 sono fatte di materiale composito.
Il Cherosene [JP-4, JP-5 (MIL-T-5624); JP-8 (MIL-T-83133); JET A, JET A-1, and JET B conformi
al Bollettino di Servizio Pratt&Whitney Canada n. 13044 oppure alla specifica ASTM n. D1655. ] è il carburante prescritto [Rif. FAA T.C.D.S. n.A24CE Revision 98 Hawker Beechcraft]; comunque i motori sono anche approvati per l'utilizzo, in caso di emergenza e per un massimo di 150 ore tra due revisioni del motore [Rif. FAA T.C.D.S. n.A24CE Revision 98 Hawker Beechcraft ], di altri tipi di Cherosene o avgas.

### Prestazioni
Il 1900D vola ad una velocità di crociera di circa 260 nodi di TAS (True Air speed) (480 km/h). La lunghezza comune dei viaggi varia dalle 100 alle 600 miglia (da 20 minuti a 2 ore) ma con i serbatoi pieni, l'aereo è capace di volare ben oltre le 1000 miglia nautiche (circa 1900 km).
Le compagnie aeree preferiscono spesso il 1900 rispetto ad aerei jet per rotte più corte grazie alla sua efficienza sui consumi, anche perché i tempi di viaggio non sono significativamente più lunghi su distanze inferiori alle 300 miglia (480 km).
Il Beechcraft 1900 può operare in sicurezza su piste di atterraggio relativamente corte. Può decollare e atterrare sia sul terreno battuto che su piste grezze.
L'aeroplano è certificato per volare fino ad una altitudine di 25 000 piedi (7 600 m) sopra il livello del mare. La cabina è pressurizzata e l'aereo è equipaggiato con maschere d'ossigeno sia per i piloti che per i passeggeri nel caso che la cabina perda pressurizzazione.
È progettato per operare nella maggior parte delle condizioni meteorologiche, tra cui condizioni di ghiaccio atmosferico ed è generalmente equipaggiato con un radar meteorologico per aiutare i piloti ad evitare condizioni meteorologiche molto sfavorevoli.
La Raytheon offre la possibilità di configurare l'aereo con una toilette, utilizzando lo spazio altrimenti destinato ai seggiolini dei passeggeri o la stiva. Siccome la maggior parte dei voli sono più corti di due ore, la maggior parte delle aerolinee sceglie di configurare l'aereo con i posti addizionali o spazio di carico, tralasciando il bagno.

### Denominazione ICAO dell'aereo
La denominazione per il 1900 dell'ICAO (OACI) è B190. Viene utilizzata nel controllo del traffico aereo per i piani di volo, brevetti dei piloti così come per il tipo di identificazione radar.

## Varianti

### 1900
Il progetto originale è conosciuto semplicemente come il Beechcraft 1900. È disposto di due porte per l'imbarco dei passeggeri "airstair": uno vicino alla coda dell'aereo molto similmente al piccolo King Airs e la seconda appena dietro la cabina di pilotaggio. Ha anche una piccola portella per il carico vicino alla coda per accedere al compartimento bagagli, che sta dietro lo scompartimento passeggeri. Solo tre strutture furono costruite, con numeri seriali "UA": UA-1, UA-2, e UA-3. La UA-1 e UA-2 sono immagazzinate all'impianto dei Beechcraft in Wichita (Kansas). Nel settembre del 2006, UA-3 è in servizio del ministro della difesa nazionale boliviano in La Paz.

### 1900C
È subito stato chiaro che due porte di tipo airstair fossero ridondanti su un aereo da soli 19 posti. La Beechcraft mantenne quella frontale ma eliminò quella posteriore usando una porta per il carico dei bagagli più grande. L'aereo così modificato fu rinominato in 1900C. Oltre alla riprogettazione della configurazione delle porte, i primi 1900C erano sostanzialmente simili ai 1900. A questi venivano assegnati numeri seriali che iniziavano con le lettere "UB". Un totale di 74 esemplari di questo tipo vennero prodotti, molti dei quali sono ancora in servizio.
Gli aerei delle serie UA e UB integrano un serbatoio del carburante nelle ali. I successivi 1900C usano un sistema wet wing per l'immagazzinamento del carburante: intere sezioni delle ali sono chiuse per essere utilizzate come serbatoi. Queste modifiche progettuali permettevano una maggior capacità di carburante che incrementava sostanzialmente il raggio d'azione del 1900C. Ai 1900C a 'wet wing' furono assegnati numeri seriali che iniziavano con "UC". Questi modelli venivano anche riferiti come 1900C-1. L'ala di tipo 'wet wing' si dimostrò popolare, e la UC è la versione più comune del 1900 con 174 strutture UC costruite.
La Raytheon costruì anche sei 1900C per un uso specifico nelle forze militari. Q questi furono assegnati i numeri seriali "UD", dall'UD-1 all'UD-6.

### 1900D

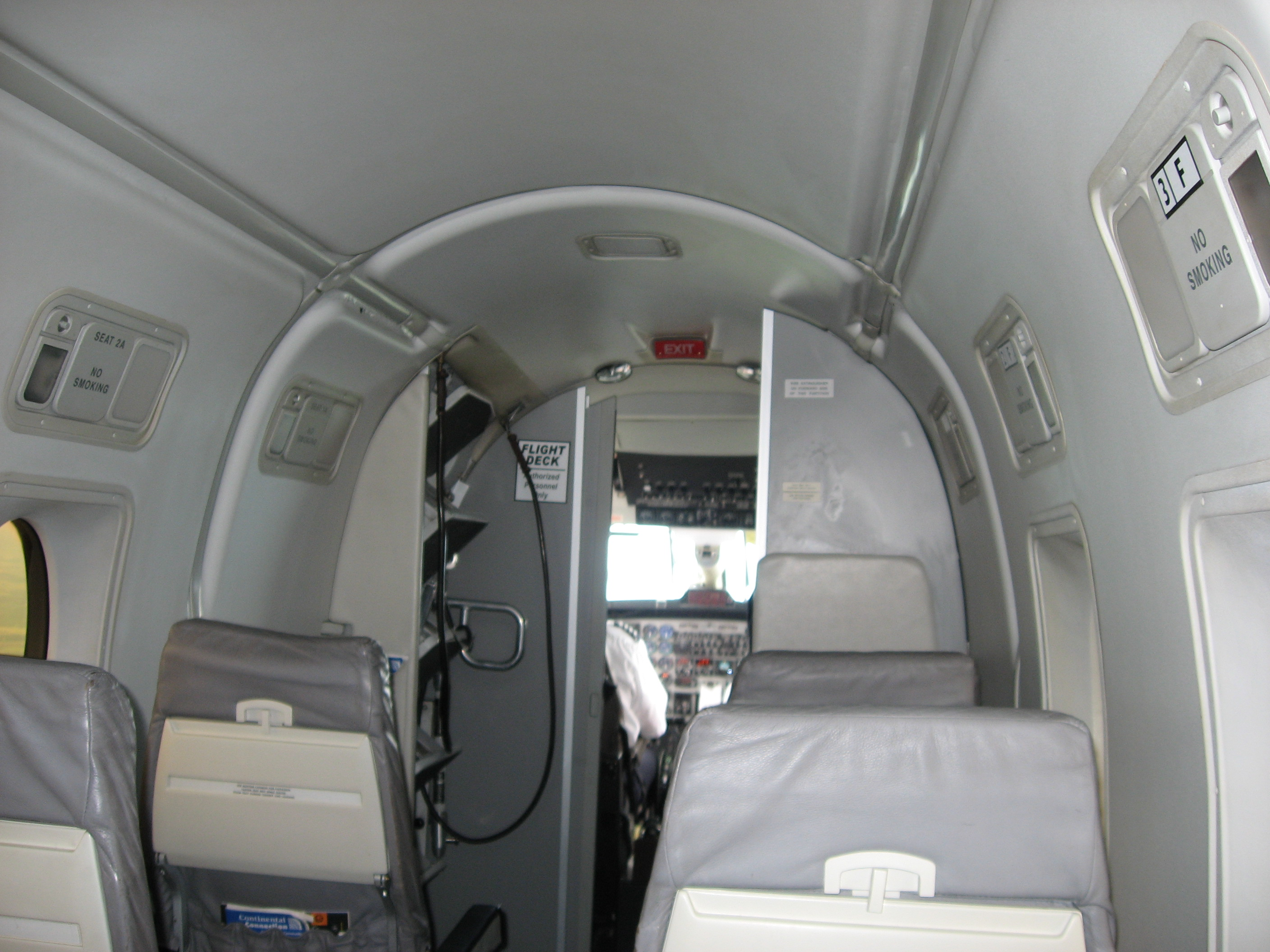
La cabina passeggeri di un Beechcraft 1900D della CommutAir Airlines

Mentre il 1900C divenne un aereo regionale molto famoso, la Beechcraft fece una riprogettazione sostanziale dell'aereo e nel 1991 introdusse una nuova versione chiamata il 1900D.
Il 1900 e il 1900C, come la maggior parte degli aerei a 19 posti e Aerotaxi, avevano delle cabine dei passeggeri piccole, con i soffitti così bassi che i passeggeri non potevano camminare senza inchinarsi in avanti. Il 1900D fu riprogettato per rimediare a questo, fornendo una cabina "stand-up" che permetteva alla maggior parte dei passeggeri di camminare stando dritti. È l'unico aereo a 19 posti con questa caratteristica.
A causa della cabina passeggeri più alta aumentò sia il peso che la resistenza dell'aeroplano, altri elementi del 1900D furono modificati. Furono installati motori più potenti ed eliche modificate, alette d'estremità alari furono messe per ridurre la resistenza ed aumentare l'efficienza dell'aereo e la coda fu resa più larga per compensare la maggior potenza dei motori. La cabina di pilotaggio fu aggiornata con un Electronic Flight Instrument System (EFIS). Il 1900D era certificato sotto il nuovo standard FAR Part 23 "Commuter Category" che sostituì il precedente SFAR 41C. Siccome i numeri seriali "UD" erano già in uso dai 1900 militari, gli aerei 1900D ebbero numeri seriali inizianti con "UE". La versione 1900D è la più popolare della Airliner con 438 esemplari di 1900D costruiti.

### C-12J militare
La designazione militare degli USA per il Beechcraft 1900C è C-12J. Questa è una variante del C-12 Huron che è la più comune designazione per le varianti militari del King Air. Il C-12J include i 6 "UD" Beechcraft 1900 specificatamente costruiti per uso militare, così come gli altri 1900C in servizio delle forze militari U.S.
Tra gli esempi di aerei C-12J nei servizi militari sono inclusi i test sui radio jamming del GPS allo squadrone 586 per i voli di prova nella Holloman Air Force Base nel Nuovo Messico un altro basato nello squadrone 517 Airlift, alla Elmendorf Air Force Base in Alaska, e due nella 55th Airlift Flight, Osan Air Base in Corea del Sud. La U.S. Army usa sia i C-12J e gli aerei 1900D tra gli altri aerei C-12 (King Air).

### King Air ExecLiner
Il King Air ExecLiner era un nome di mercato per una versione corporate del Beechcraft 1900C.

## Utilizzatori

### Civili
Canada
- Air Georgian
- Air Labrador
- Central Mountain Air
- North Cariboo Air
- Pacific Coastal Airlines
- Pronto Airways
- Prince Edward Air
- Sunwest Aviation
- Skylink Express e Transwest Air[11]
- Wasaya Airways
- West Wind Aviation

 Francia
- Atlantique Air Assistance
- Chalair Aviation
- Hex'Air
- Twin Jet

 Germania
- Avanti Air
- Private Wings Flugcharter

 Groenlandia
- Danish Air Transport

 Italia
- FlyLeOne

 Malta
- Medavia

 Portogallo
- Portugalia Airlines

 Regno Unito
- Manx 2[11]

 Spagna
- Binter Canarias

 Stati Uniti

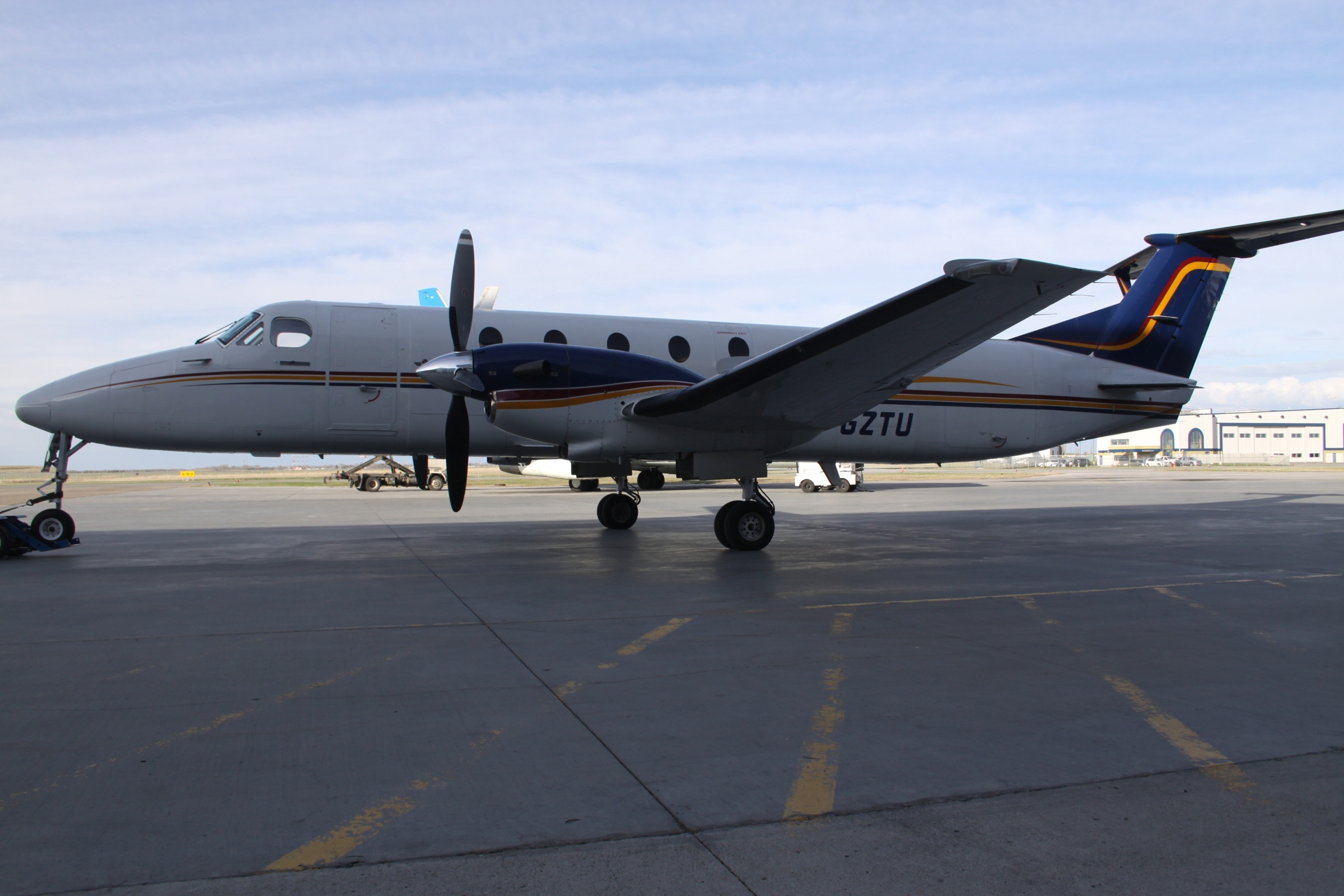
Beechcraft 1900C (C-GZTU), North Cariboo Air

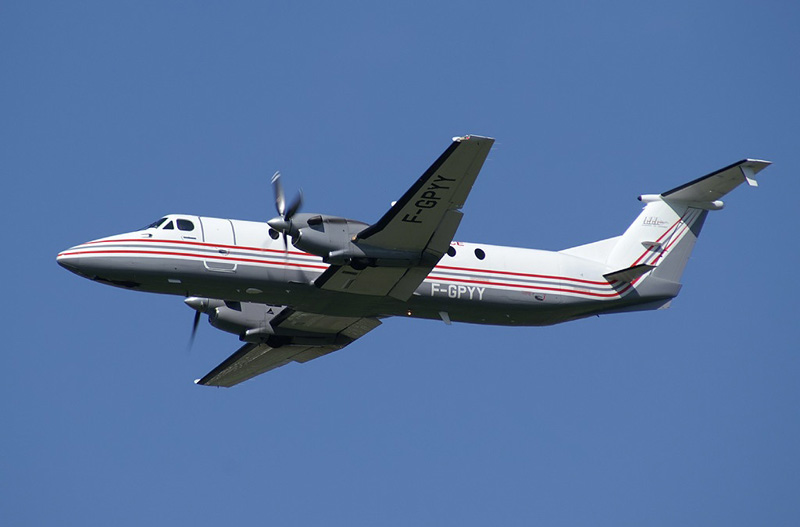
Beechcraft 1900C (F-GPYY), Atlantique Air Assistance

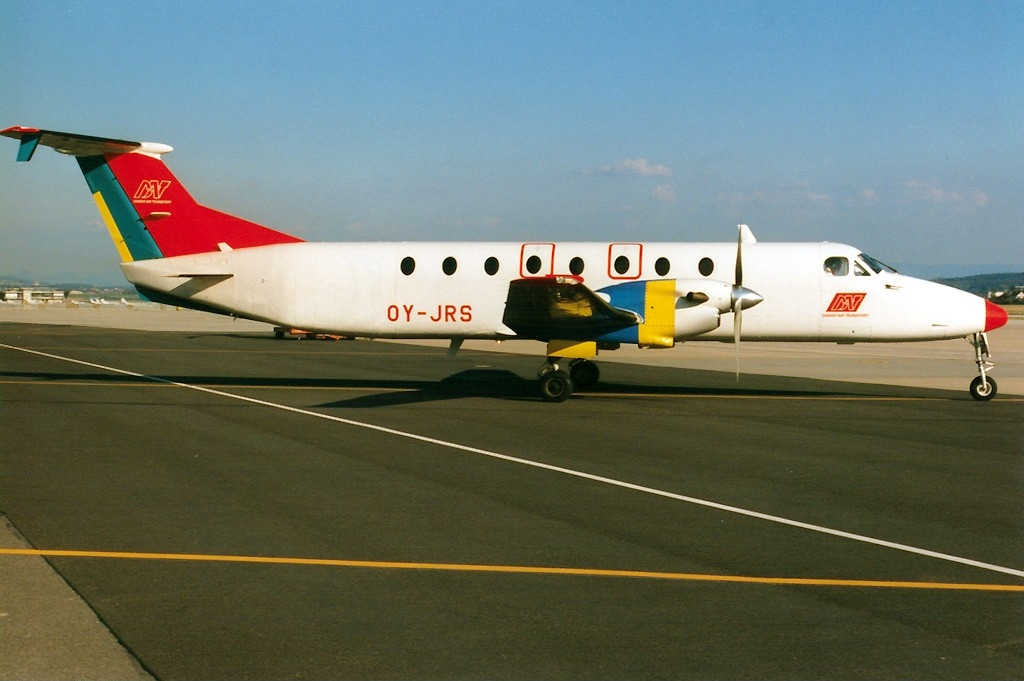
Beechcraft 1900C (OY-JRS), Danish Air Transport

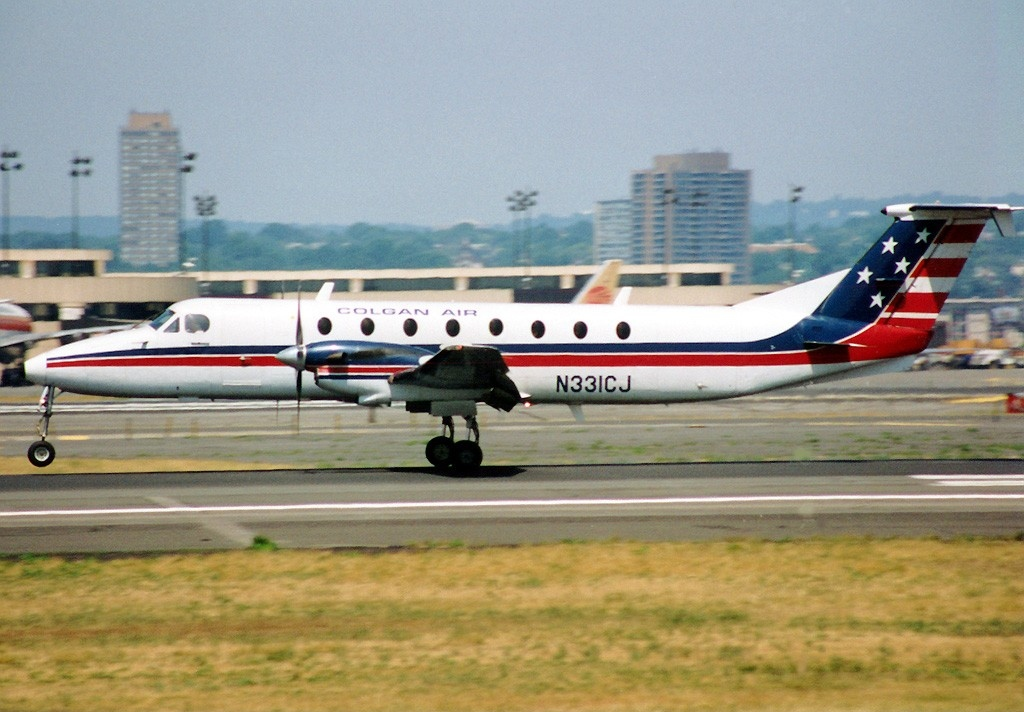
Beechcraft 1900C (N331CJ), Colgan Air

- Air Midwest (come Mesa Airlines e come US Airways Express)
- Big Sky Airlines (come Delta Connection)
- Colgan Air (come US Airways Express)
- CommutAir (come Continental Connection)
- Great Lakes Airlines
- Era Aviation
- Gulfstream International (come Continental Connection)
- Skyway Airlines (come Midwest Connect)

Gli operatori cargo come la Ameriflight e l'organizzazione Air Serv International utilizzano anch'essi il Beechliner.
 Svezia
- Nextjet

#### Altri
Altre compagnie aeree utilizzano il Beechcraft 1900 in Africa, America Latina e in altre parti del mondo, così come altri operatori.
Gli ultimi 16 Beechcraft 1900D per compagnie aeree furono vendute alla Eagle Airways per fornire servizi regionali per la Air New Zealand.
Come scritto nella rivista Flight International, 451 1900 rimangono in servizio nelle compagnie aeree nell'agosto 2006 come segue:
- 138 Raytheon Beech 1900C. Gli utilizzatori principali sono: Alpine Air (12), Buddha Air (2), JS AIR (2) e Ameriflight (20). Altre 45 compagnie aeree utilizzano piccoli numeri di quel modello[12].
- 313 Raytheon Beech 1900Ds. Gli utilizzatori principali sono: Air Georgian (19), Avior Express (11), Big Sky Airlines (10), Central Mountain Air (11), Colgan Air (10), Commutair (17), Eagle Airways (17 o 18), Great Lakes Airlines (23), Gulfstream International Airlines (26), Mesa Airlines (20), National Airways (12), Skyway Airlines (10), Buddha Air (5) e Travira Air (15). Altre 60 compagnie aeree utilizzano piccoli numeri di quel modello.

### Governativi
Australia
- Defence Science and Technology Organisation

 Colombia
- Policía Nacional de Colombia

 Stati Uniti
- United States Department of State

7 B1900 in servizio al marzo 2019.

### Militari

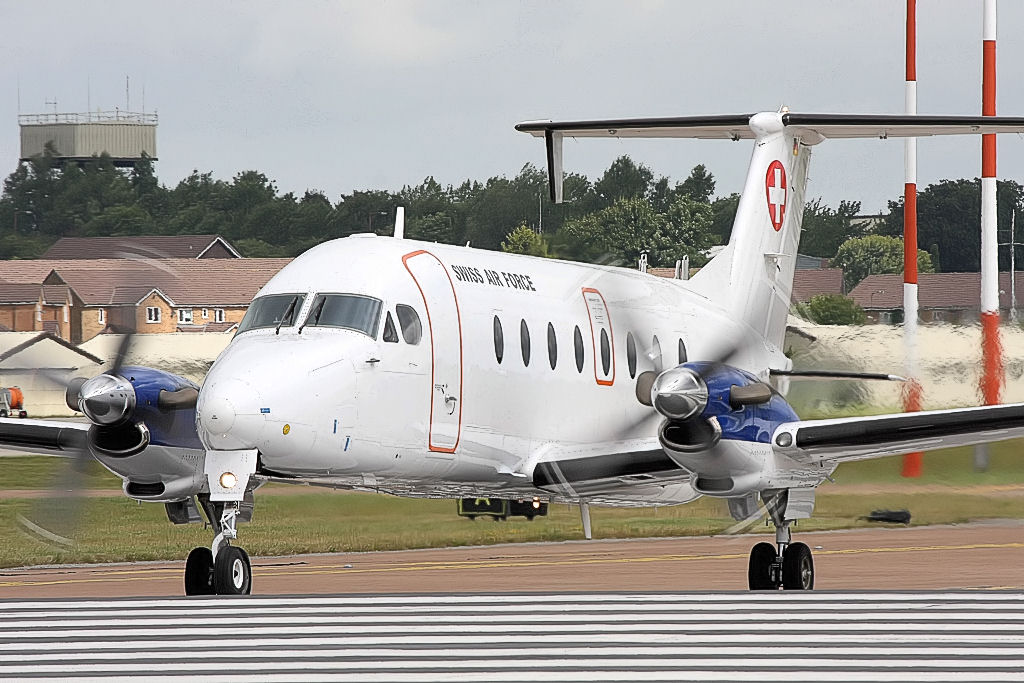
Beechcraft 1900D, Forze aeree svizzere

Gli operatori militari e governativi sono:
 Algeria

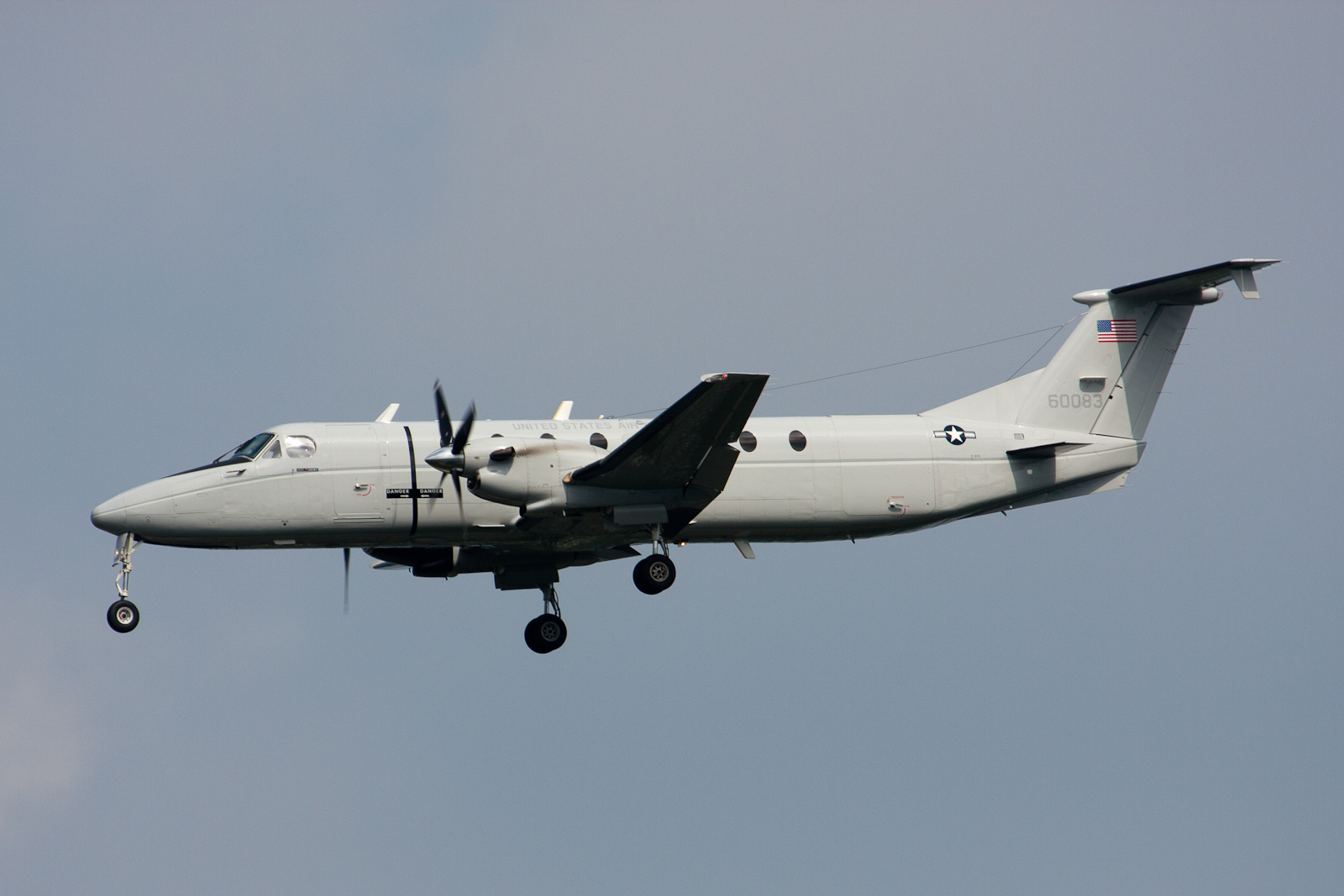
Beechcraft C-12J (sn: 86-0083), 459AS, 374AW

- Al-Quwwat al-Jawwiyya al-Jaza'iriyya

6 B1900D da trasporto e 6 B1900D Hisar consegnati a fine anni novanta ed in servizio al settembre 2018. Gli Hisar sono equipaggiati con RWR Sky Guardian di Leonardo e FLIR Wescam type 16, vengono utilizzati per pattugliare i confini e le coste.
 Birmania
- Tatmdaw Lei

3 consegnati, 2 in servizio al dicembre 2015.
 Bolivia
- Ministero della difesa nazionale

 Egitto
- El Qūwāt El Gawīyä El Maṣrīya

4 B1900C ELINT più 4 B1900C consegnati, 4 dei primi e 2 dei secondi in servizio all'agosto 2019.
 Emirati Arabi Uniti
 Nazioni Unite
 Perù
- Ejército del Perú

1 B1900D acquistato nel 2011.
 Stati Uniti
- United States Air Force
- United States Army

 Svizzera
- Forze aeree svizzere

 Taiwan
 Thailandia
- Kongthap Bok Thai

## Incidenti
- Schianto nel 1995 Air St. Martin Beech 1900
- Volo United Express 5925
- Volo Proteus Airlines 706
- Volo Air Midwest 5481